# إكورضان (أورير)
إكورضان هي إحدى مشيخات المملكة المغربية، تتبع جغرافيا لعمالة أكادير إدا وتنان وإداريًا لأورير. يقدر عدد سكانها بـ 281 نسمة حسب الإحصاء الرسمي للسكان والسكنى لسنة 2004.